# Companhia de teatro Gungu
A Companhia de Teatro Gungu é uma companhia de teatro profissional de Maputo, Moçambique fundada em 1992 por Gilberto Mendes,

e tem apresentado peças interruptamente até 2019.

Até 2010, a companhia já havia apresentado 59 peças,

tendo recebido diversos prémios e já representou em vários países nomeadamente Espanha, França, Estados Unidos, Argentina, Angola e 
Brasil. 
O seu diretor, Gilberto Mendes, já foi agraciado com o prémio de “Mérito Lusófono” pela Fundação Luso-Brasileira para o Desenvolvimento da Língua Portuguesa.

## Principais Peças Teatrais
- "Amor, Aguenta"(2018) [2]

- "My Love"(2018) [2]

- "Jogo de Intrigas" (2017)[2]

- "Mãe Coragem" (2017)[2]

- "Sexo Fraco"[2]

- “Oh Sô Ministro" [3]

- “Deputados Precisam-se”[3]

- “A Guerra das Sogras” [3]

- “O Julgamento”[3]

- "Vivendo com a Sogra"[5]

- “A Demissão do Sô Ministro” – Texto e Encenação de Gilberto Mendes[4]

- “Largue a Minha Cabeça Malandro” –Texto e Encenação de Gilberto Mendes[6]

- “Mulheres à Beira de Um Ataque de Nervos”[4]

- "Mulheres Com H Maiúsculo”[4]

- “Coração de Lagoa” (1993)- Texto e Encenação de Gilberto Mendes[1]

- “Tempo Zero” (1992)[4]